# Wielka czwórka I wojny światowej

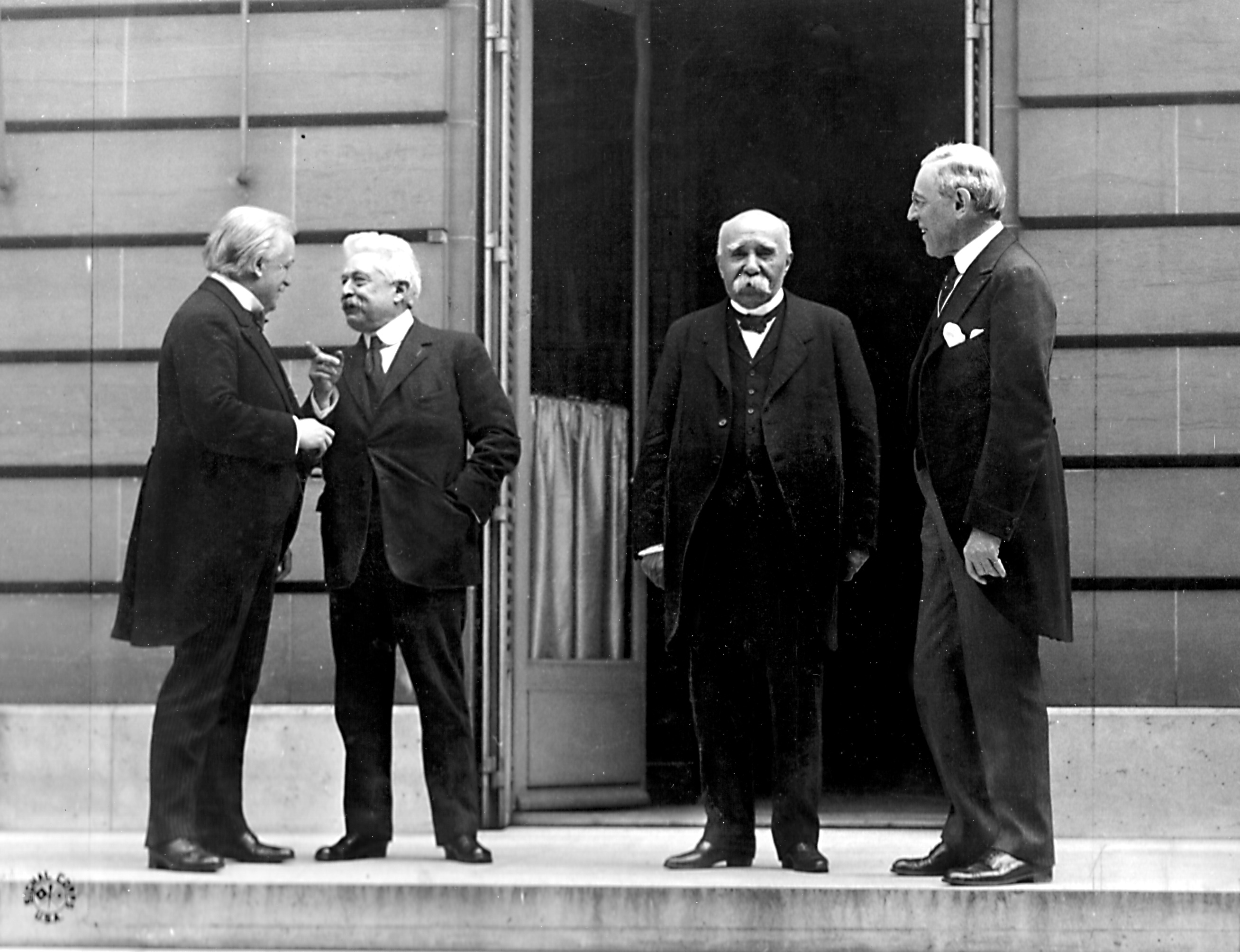
od lewej: David Lloyd George, Vittorio Emanuele Orlando, Georges Clemenceau, Woodrow Wilson

Wielka czwórka I wojny światowej – przywódcy czterech spośród zwycięskich państw sprzymierzonych przeciw państwom centralnym podczas I wojny światowej, którzy wzięli udział w konferencji pokojowej w Paryżu w styczniu 1919.
Byli to:
1. David Lloyd George – premier Wielkiej Brytanii;
2. Thomas Woodrow Wilson – prezydent Stanów Zjednoczonych;
3. Georges Clemenceau – premier Francji;
4. Vittorio Emanuele Orlando – premier Włoch.

Pierwsi trzej z nich określani bywali mianem „wielkiej trójki” (albo „grubej trójki”).